# 元興駅 (平安南道)
元興駅（ウォンフンえき、朝鮮語: 원흥역）は、朝鮮民主主義人民共和国平安南道粛川郡にある駅で、 清南線に属する。 

## 隣の駅
清南線
七里駅 - 元興駅 - 倉東駅